# 順發3C
順發電腦股份有限公司（英語：Sunfar Computer Co., Ltd.），簡稱順發3C，臺灣電子資訊產品零售店。

## 歷史
順發3C起源於1982年，最初在嘉義地區以店面零售模式販賣電子產品，後跨足製造並於台灣南部地區拓展門市，最終逐漸於全台各地完成展店。

## 外部連結
- 順發 （页面存档备份，存于）
- 順發線上購物 （页面存档备份，存于）
- 台灣公司資料 （页面存档备份，存于）
- 順發+的Facebook專頁
- 順發的Instagram帳戶
- YouTube上的順發頻道